# ميثاق الارتباط الحر

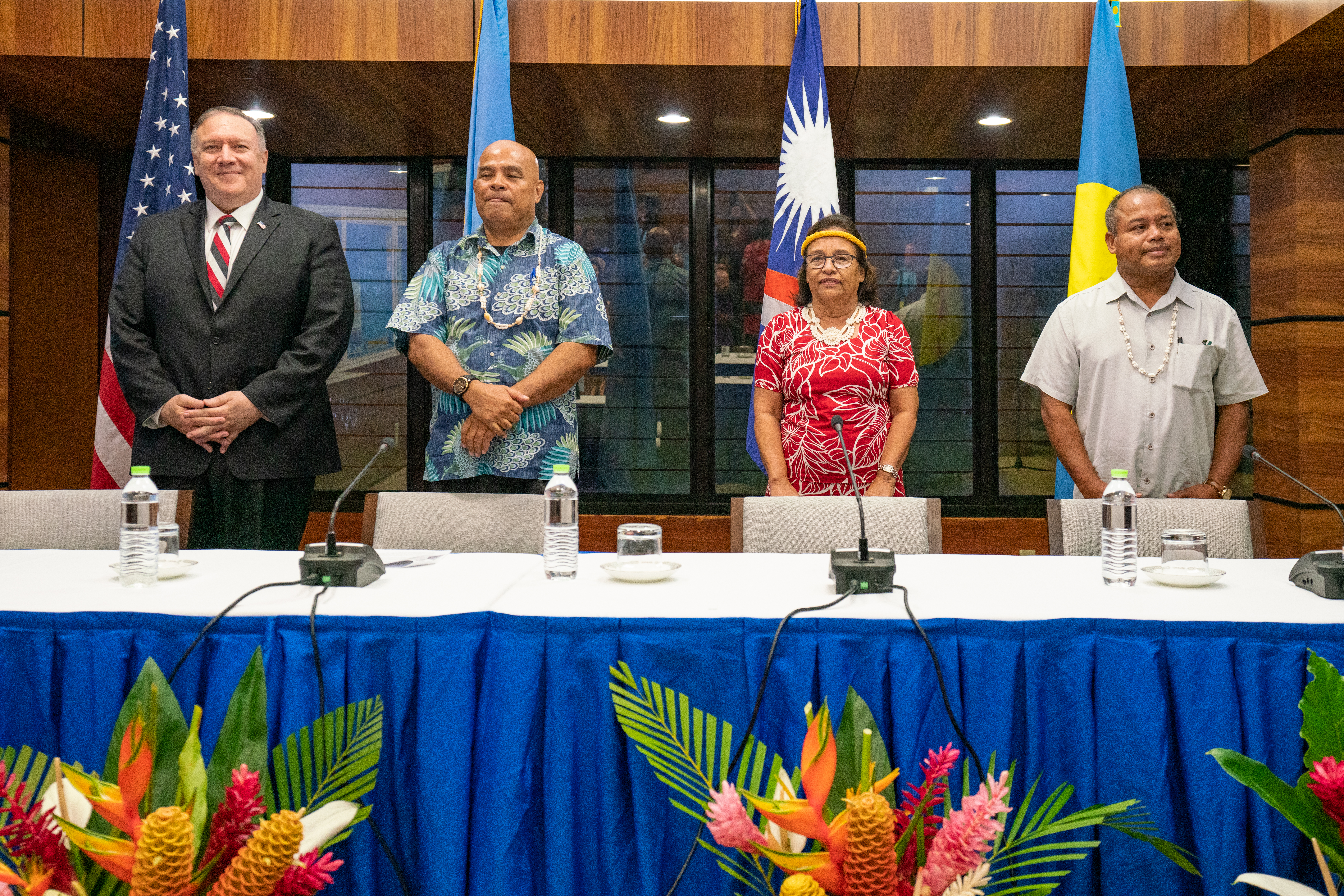
ممثلو دول الميثاق خلال اجتماع في كولونيا، ميكرونيسيا، في 2019. من اليسار إلى اليمين: وزير خارجية الولايات المتحدة مايك بومبيو، والرئيس الميكرونيزي ديفيد بانويلو، والرئيسة المارشالية هيلدا هاين، ونائب الرئيس البالاوي رينولد أويلوش.

ميثاق الارتباط الحر أو اتفاق الارتباط الحر (بالإنجليزية: The Compacts of Free Association)‏ هي اتفاقيات دولية تُنشئ وتنظم علاقات الارتباط الحر بين الولايات المتحدة والدول الثلاث ذات السيادة في المحيط الهادئ وهي ولايات ميكرونيسيا المتحدة، وجمهورية جزر مارشال وجمهورية بالاو. تنتهي صلاحية الاتفاقيات الثلاث في عام 2043.
في السابق، شكلت هذه الدول مع الكومنولث لجزر ماريانا الشمالية منطقة الوصاية لجزر المحيط الهادئ، وهي منطقة وصاية تابعة للأمم المتحدة كانت تحت إدارة البحرية الأمريكية من عام 1947 إلى 1951، ومن ثم تحت إدارة وزارة الداخلية الأمريكية من 1951 إلى 1986.

## نبذة عامة
نشأت اتفاقيات الارتباط الحر كامتداد لاتفاقية الوصاية الإقليمية بين الولايات المتحدة والأمم المتحدة، التي كانت تلزم الحكومة الفيدرالية الأمريكية بمساندة تطور شعوب منطقة الوصاية نحو الحكم الذاتي أو الاستقلال، بما يتناسب مع الظروف الخاصة بتلك المنطقة وشعوبها ورغباتهم المعبر عنها بحرية.
أُطلقت اتفاقيات الارتباط الحر من قبل المفاوضين في عام 1980 ووقعها الأطراف في عامي 1982 و1983. وافق مواطنو دول المحيط الهادئ على هذه الاتفاقيات في استفتاءات أُجريت في عام 1983. اعتمد الكونغرس الأمريكي التشريع الخاص بالاتفاقيات في عام 1986 ووقع ليصبح قانونًا في 13 نوفمبر 1986.